# Лиственська битва
Лиственська битва (1024) — битва між військами князя Ярослава Мудрого і військами його брата князя Мстислава Хороброго біля с. Листвена (зараз село Малий Листвен Ріпкинського району Чернігівської області). Листвен розташований у найвужчому місці вододілу річок Білоус і Стрижень, оточений заболоченими низинами й болотами. Будучи ключем водного шляху, він дозволяв його цілком контролювати.
Ярослав Мудрий прийшов з варязькою дружиною під проводом Гакона. Більшість війська Мстислава Володимировича становила сівера. Свою дружину Мстислав тримав у резерві і використав резерв у критичний момент. «Повість минулих літ» вельми детально описує ту битву."…Була і пітьма, і грім, і блискавки, і дощ. І сказав Мстислав дружині: «Підемо на них!» І зустрілися варяги лоб в лоб із сіверянами. І трудилися варяги, рубаючи сіверян. А потім вступив у бій Мстислав зі своєю дружиною і став сікти варягів. І була сильною і страшною та січ: у світлі блискавок виблискувала зброя". Ярослав та Якун (Гакон) втекли, при цьому Якун навіть втратив свою знамениту накидку, ткану золотом. Листвинська битва закінчилася перемогою Мстислава. Після перемоги Мстислав Хоробрий у 1026 сам запропонував укласти мирну угоду. Зустрілись князі коло Городка під Києвом і домовились, що лівобічну Русь з Черніговом взяв собі Мстислав, правобічну з Києвом — Ярослав. Тільки в 1036 після смерті Мстислава Хороброго ці землі перейшли під владу Ярослава Мудрого.